# Andelina Terzieva
Andelina Terzieva (in bulgaro Анделина Терзиева?; Stara Zagora, 31 marzo 1963) è un'ex cestista bulgara.

## Carriera
Con la Bulgaria ha disputato i Campionati europei del 1981.